# Adolf-Werner Lang
Pas d'image ? Cliquez ici
Adolf-Werner Lang est un pilote automobile allemand né le 4 mai 1913 à Ebelsbach (Royaume de Bavière) et décédé le 1er janvier 1993. Il dispute deux courses de Formule 1 hors-championnat en 1953, et il s'inscrit au Grand Prix automobile d'Allemagne 1953.

## Carrière
En 1953, il devient Champion d'Allemagne de Formule 3, sur Cooper-JAP.
Adolf Lang participe la même année en monoplace d'abord à l'Eifelrennen sur une Veritas RS où il termine douzième; ensuite il court l'Avusrennen sur la même voiture, mais avec un moteur BMW au lieu du Veritas précédemment usité. Il abandonne. Enfin, il s'inscrit d'abord sous le numéro 33 avec une AFM 6, puis sous le numéro 27 avec sa Veritas, au Grand Prix automobile d'Allemagne 1953... auquel il ne participe finalement pas.
Par la suite les années 1956 et 1957 le voient obtenir quelques podiums de classe GT, sur le Circuit du Nürburgring en Alfa Romeo Giulietta Veloce 1,3 L.

## Résultats en championnat du monde de Formule 1
| Saison | Écurie | Châssis                                           | Moteur                            | Pneus  | Grand Prix | Résultat    |
| ------ | ------ | ------------------------------------------------- | --------------------------------- | ------ | ---------- | ----------- |
| 1953   | Privé  | Veritas RS Alex von Falkenhausen Motorenbau AFM 6 | BMW 6 en ligne Veritas 6 en ligne | Dunlop | Allemagne  | Non-partant |